# Théorème d'utilité de von Neumann-Morgenstern
Le théorème d'utilité de von Neumann-Morgenstern (1944) montre qu'un agent obéissant à des axiomes de comportement rationnel se comporte de manière à optimiser son gain dans une situation de choix risqué, c'est-à-dire où les choix sont multiples (probabilités strictement entre 0 et 1).